# ループ線

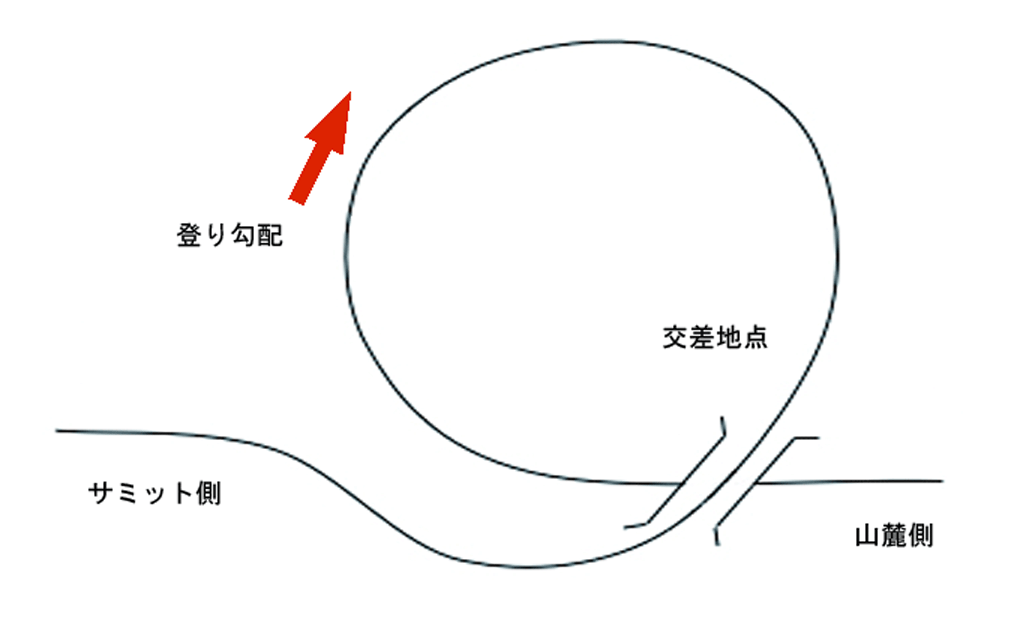
勾配緩和用ループ線

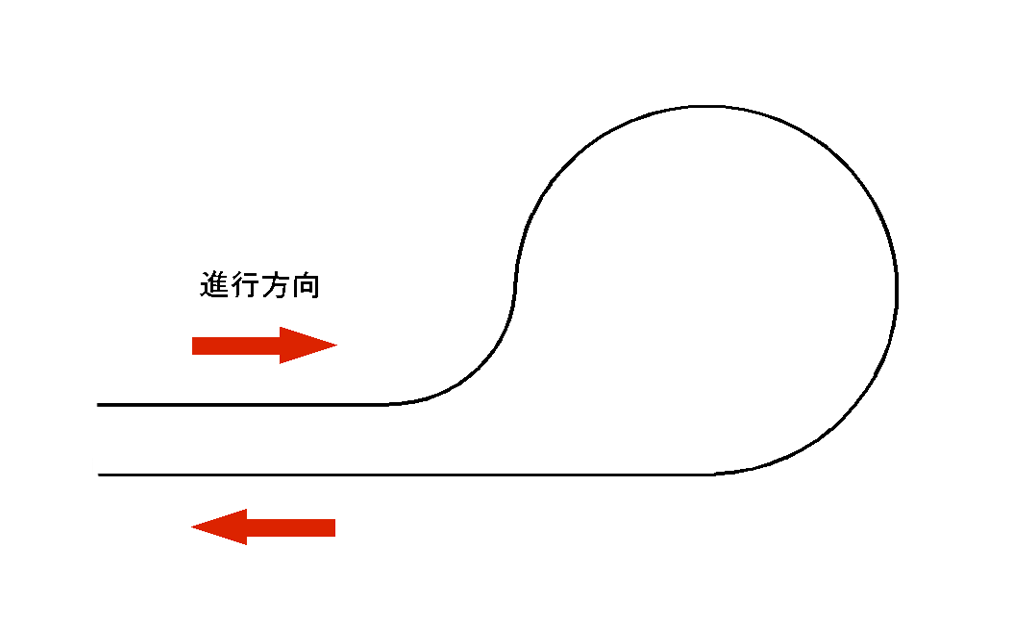
終端用ループ線
（複線ラケット型ループ線）

ループ線（ループせん）は、急勾配を緩和するため線路もしくは道路を螺旋状に敷設した線形のことである。英語ではSpiral、Loop、Spiral loopなどと呼ばれる。
路面電車やトロリーバス、新交通システムの起終点駅などにおいて、車両の折り返しや方向転換のため線路を環状に敷設した施設は、ラケット状ループ線、ラケット型ループ線と呼ばれる。英語ではこの施設をLoop (Balloon loop) と呼ぶ。
英語の鉄道用語でloop-lineないしはloop lineと言った場合は本線から分岐し、後に本線に合流する線路のことを指す場合がある。日本語では待避線ないしは交換施設に相当する。

## 鉄道のループ線

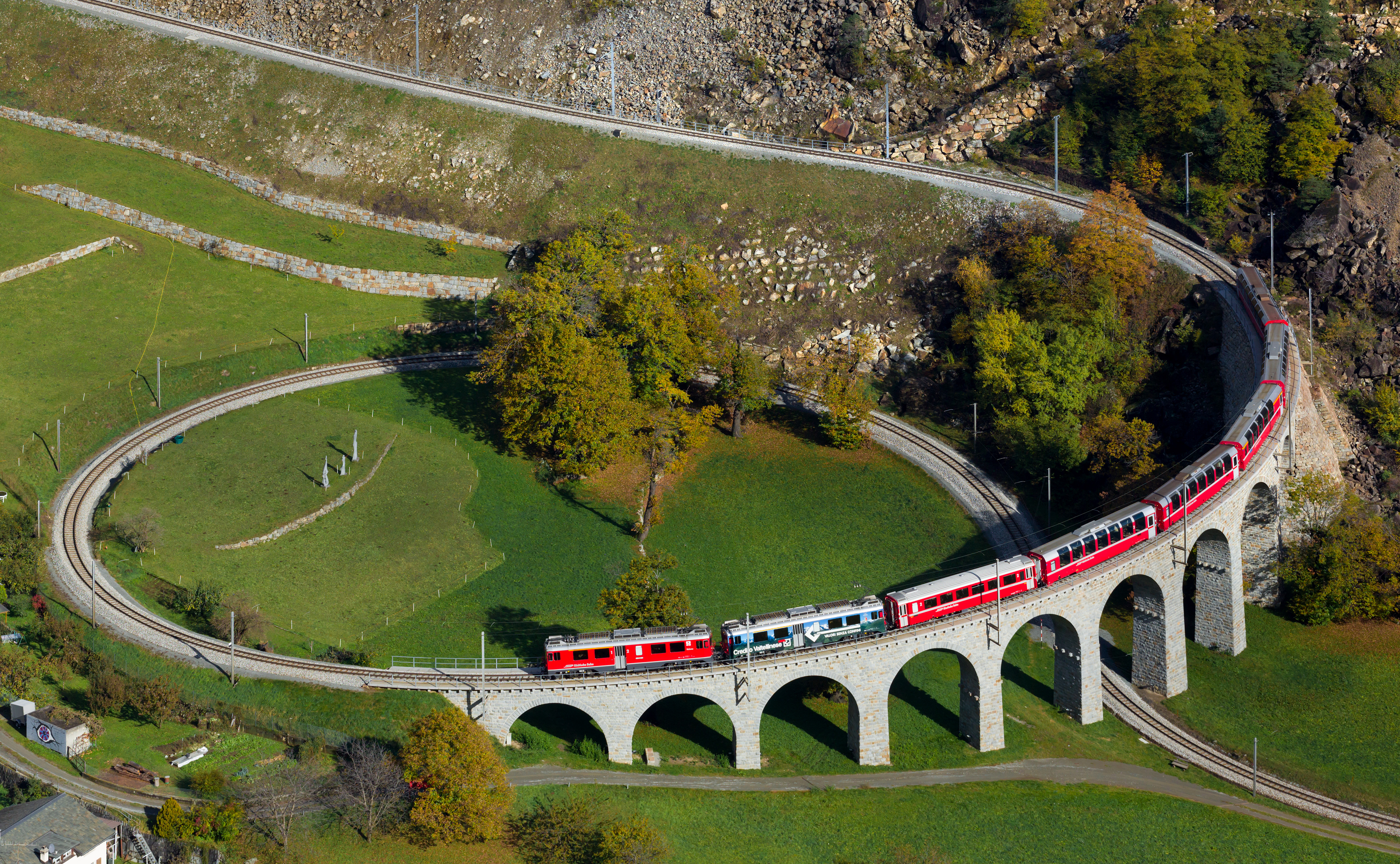
ブルージオのループ線（レーティッシュ鉄道ベルニナ線）

鉄道は急勾配に弱く、山間部に鉄道を建設する場合には急勾配を避ける必要がある。鉄道の創業期から第二次世界大戦後まもなくまでは、ループ線はスイッチバックと並んで勾配緩和として有効な方法として採用された。第二次世界大戦後の急速な土木技術の発達により、山間部における橋梁、高架橋、長大トンネルの建設が可能となった。例えば、上越線では単線のループ線区間を複線化した際、新線はループ線を採用せず、既存線より標高の低い所に長大トンネルを掘り、ループ線の地下深くを直進している。ただ、北陸本線のように、旅客列車より勾配制限のきつい貨物列車を運行する都合で新線側にループ線を採用した事例も存在する。

### 折り返し用・環状運転用のループ線
路面電車やトロリーバス、新交通システムの起終点駅などにおいて、車両の折り返しや方向転換のために環状に線路を敷設したものもある。日本では少数ながら、ループ線の全体が駅の構内に存在する埼玉新都市交通伊奈線（ニューシャトル）の大宮駅といった例があるが、ヨーロッパやアメリカなどの路面電車の起点・終点の電停では多く使われている。こうした区間で用いられる路面電車車両では、常に一方向への運行を前提として、運転席や乗降扉は片側にしかないものが多い（PCCカーなど）。

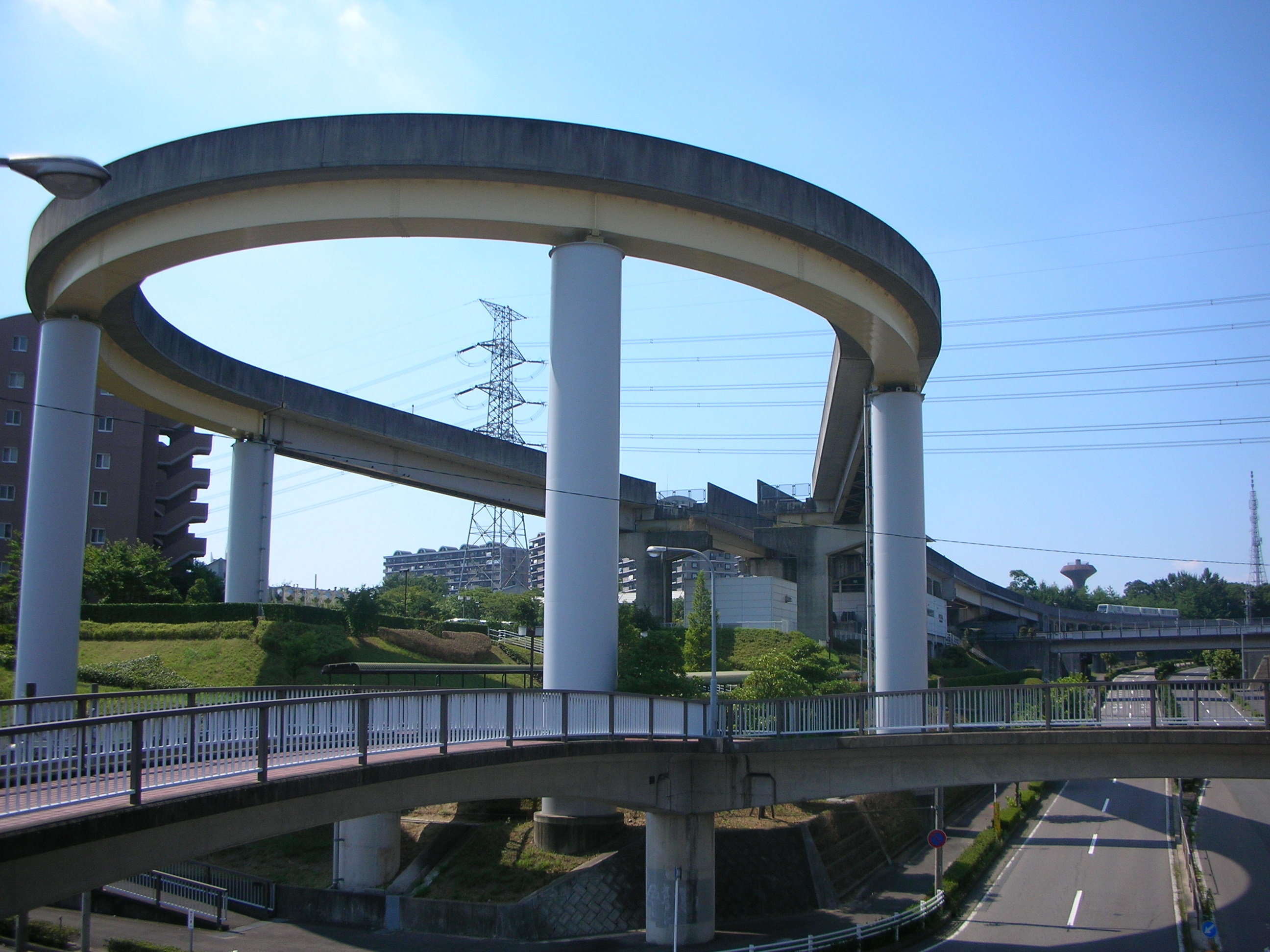
旧桃花台新交通桃花台東駅のラケット型ループ線

環状線、あるいは環状運転の一形態としてのループ線もある。ループ線区間では複数の駅を経由する。この例としては、山万ユーカリが丘線（単線）やシカゴ・Lのループなどがある。

## 道路のループ線
道路は鉄道よりも勾配に対する制約は少ないが、非常に高低差の大きい区間に建設する場合に採用されている。山地の高低差を克服する場合以外に、川や海で船舶の通航を可能にするために、両端の陸地部分をループ状にして水面からの高さを確保する場合がある（千本松大橋など）。例えば、2010年に開通した首都高速道路大橋ジャンクションでは、一周約400 m、4層構造という大規模な二重ループ線となっている。
名古屋高速2号東山線には、吹上連絡路という終端用ループ線が設けられていた。5号万場線方面から3号大高線方面への通行は、現在は都心環状線を用いるが、都心環状線が完成するまでの間は暫定的な措置としてループ線を設けていた。また、同じ名古屋高速の1号楠線の黒川ICは、狭い敷地に設けられたフルICであり、勾配を緩和するためにループ状になっている。
ノルウェー、ドランメン郊外にあるスピラルン・トンネルは、全長1,649 mの6重のループトンネルとなっている。

## 鉄道における採用路線・区間

### 日本国内
- 上越線

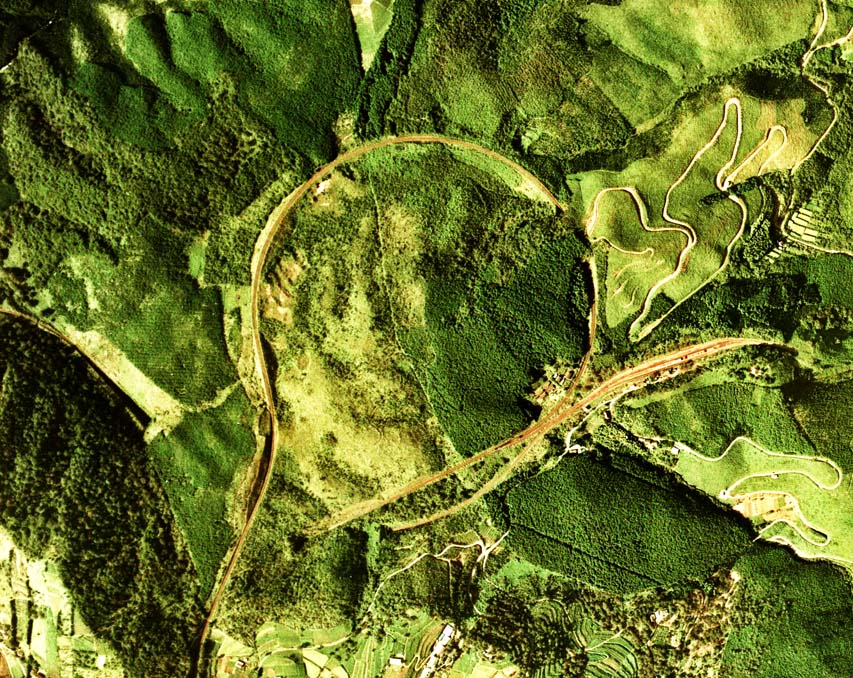
大畑駅付近のスイッチバックとループの航空写真。
画面左上から上ってきてトンネルを抜け、画面右の大畑駅に入る。スイッチバックして、ループに入り、画面下に抜ける。

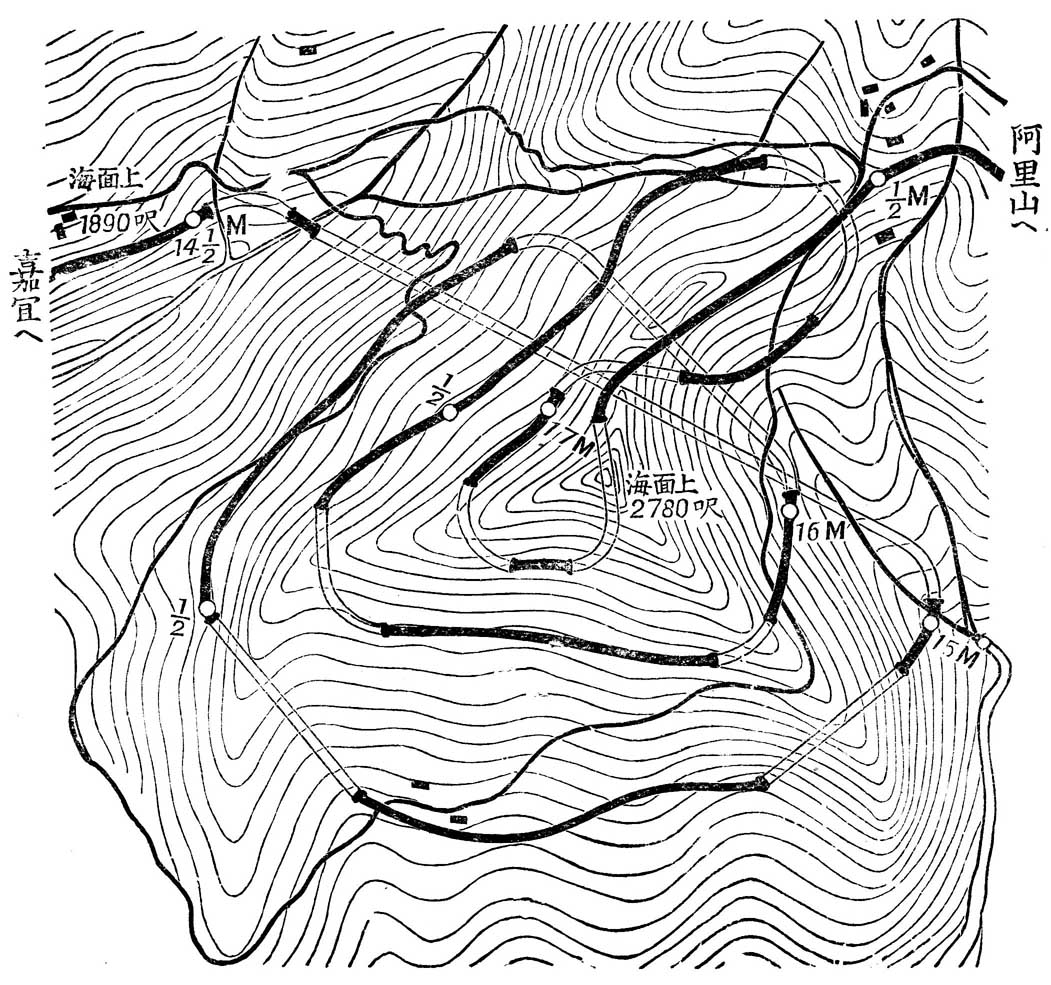
台湾 zh:独立山
3連螺旋式のスパイラルループ線

  - 越後中里駅→土樽駅（上り線のみ・上り勾配。通称・松川ループ線）
  - 土合駅→湯檜曽駅（上り線のみ・下り勾配。通称・湯檜曽ループ線）

※清水トンネルも参照。
- ゆりかもめ東京臨海新交通臨海線
  - 芝浦ふ頭駅 - お台場海浜公園駅（複線・海浜公園方へ上り勾配・レインボーブリッジの登坂）
- 北陸本線
  - 敦賀駅→新疋田駅（上り線のみ・上り勾配。通称・鳩原ループ線）
- 土佐くろしお鉄道中村線
  - 若井駅 - 川奥信号場 - 荷稲駅（単線・荷稲方へ下り勾配。ループ途中の川奥信号場でJR四国・予土線が分岐。通称・川奥ループ線）
- 肥薩線
  - 人吉駅 - 大畑駅 - 矢岳駅（単線・矢岳方へ上り勾配、ループ途中の大畑駅はスイッチバック併用。通称・大畑ループ線）
- 山野線（1988年2月1日廃止）
  - 久木野駅 - 薩摩布計駅（単線・薩摩布計方へ上り勾配、通称・大川ループ線）

#### 折り返し用・環状運転用のループ線
- 山万ユーカリが丘線
  - 公園駅 - 中学校駅 - 公園駅（単線・一方通行・環状運転用）
- 神戸新交通ポートアイランド線
  - 中公園駅 - みなとじま駅 - 市民広場駅 - 中埠頭駅 - 中公園駅（市民広場駅 - 中埠頭駅 - 中公園駅間単線・一方通行・環状運転用）
- 埼玉新都市交通伊奈線（ニューシャトル）
  - 大宮駅（終端駅での折り返し）
- かつては、小牧駅・桃花台東駅（桃花台新交通桃花台線）、大森停車場駅（京浜電気鉄道大森支線）、大師駅（現 川崎大師駅・京急大師線）、京都駅前電停（京都市電）、宮益坂上 - 渋谷駅前間（東京都電青山線）、箕面駅（阪急箕面線、設置時は箕面有馬電気軌道）などにも存在していた。

### 日本国外
- 韓国鉄道公社（KORAIL）

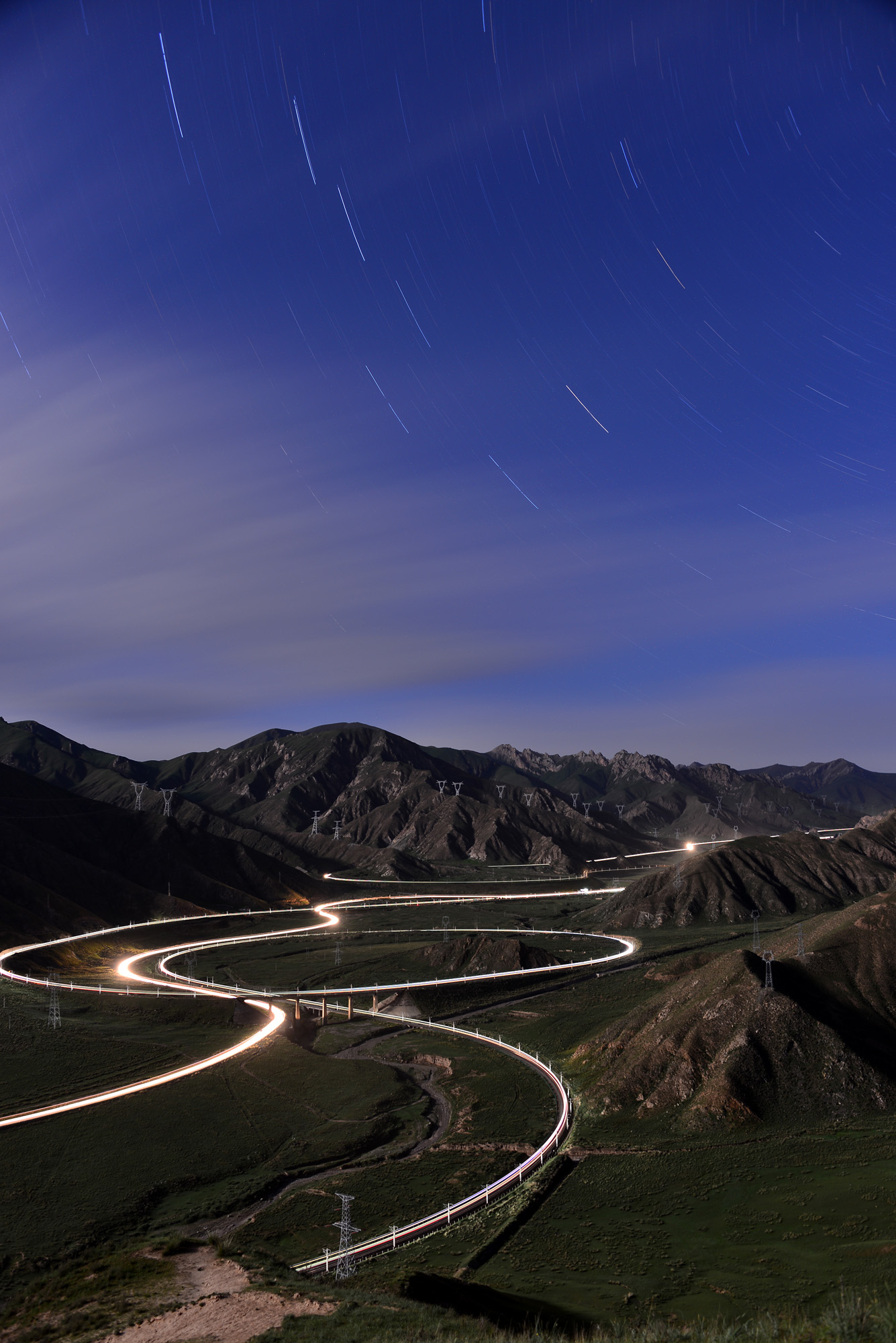
青蔵鉄道関角ループ線

  - 咸白線：咸白第一トンネル（咸白駅 - 鳥洞信号場）
  - 嶺東線：ソラントンネル（東栢山駅 - 道渓駅）
- ソウル地下鉄6号線
  - 通称・鷹岩ループ（主に折り返し用・単線・一方通行・環状運転）
- 阿里山森林鉄路 （台湾、zh:独立山 3連螺旋式のスパイラルループ線）
- テハチャピループ線（米、カリフォルニア、ユニオン・パシフィック鉄道）
- ベルニナ線・ブルージオ橋（スイス、レーティッシュ鉄道）
- 豊真線（1945年8月、旧樺太へのソビエト連邦軍侵攻に伴い喪失、ロシア国内では1995年頃より休止中）
  - 宝台駅 - 池ノ端駅（単線・池ノ端方へ下り勾配。通称・宝台ループ線）
- ベトナム鉄道公社南北線ニャチャン駅（終端型ループ線）

## 日本国内の道路における採用区間の例
- 国道9号 兵庫県養父市（関宮ループ）
- 国道30号 岡山県玉野市（西谷橋）

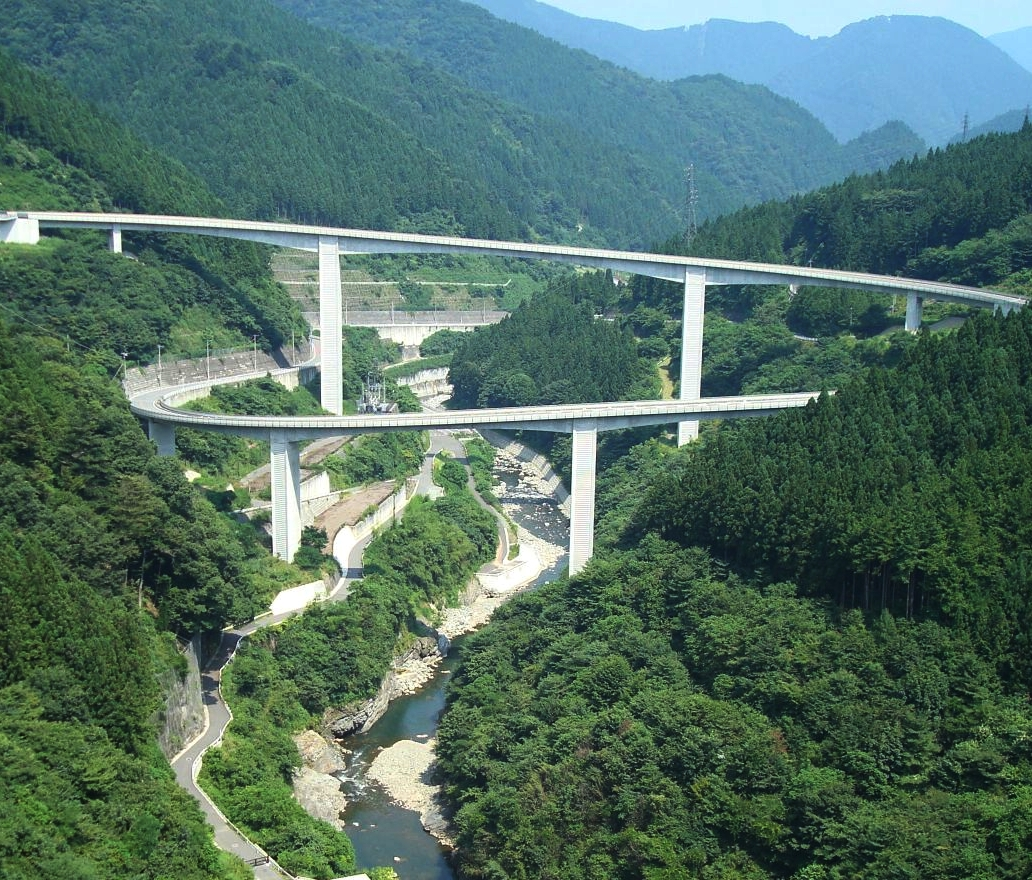
国道140号雷電廿六木橋

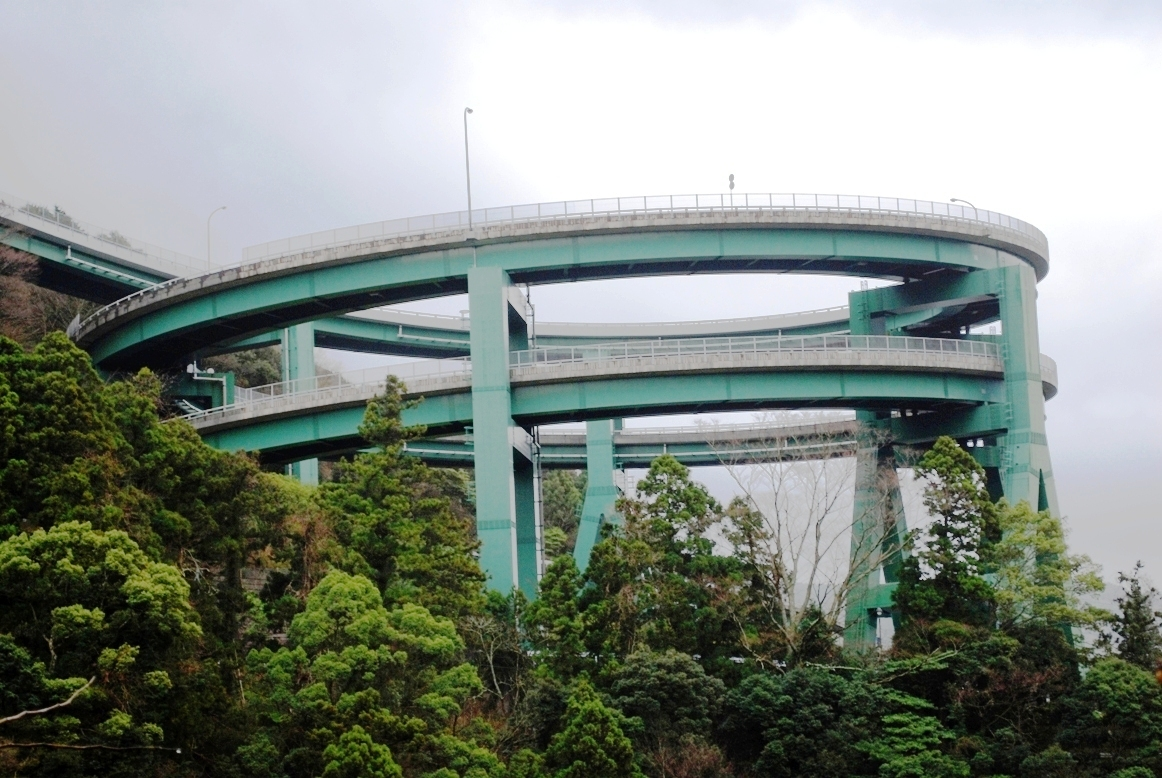
国道414号河津七滝ループ橋

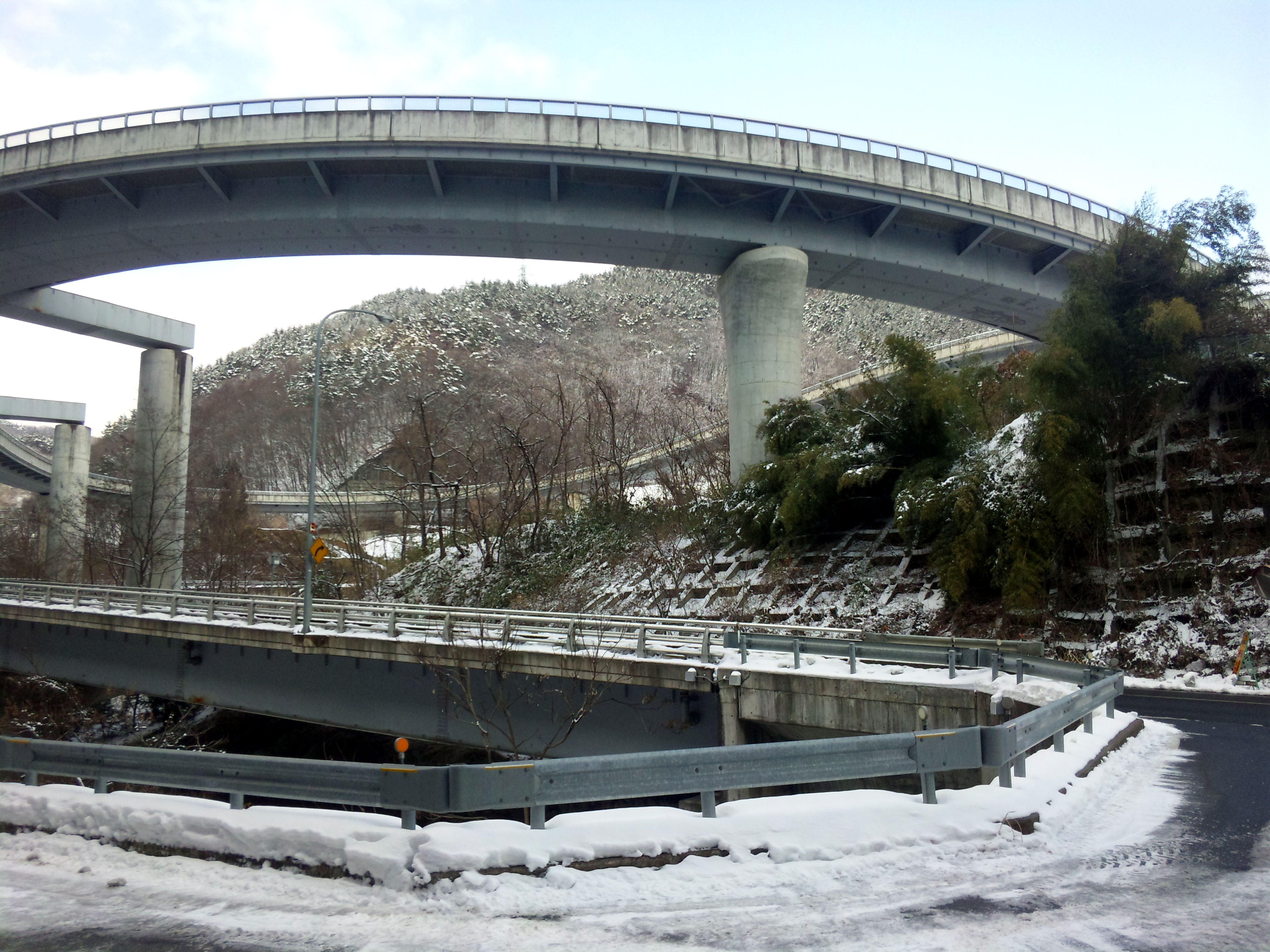
浅川ループライン真光寺ループ橋（長野県長野市）

- 国道33号 愛媛県松山市 - 砥部町境界付近（三坂峠北麓〈ループ橋ではなく、山腹を縫う勾配路自体がループになっている〉）
- 国道53号 岡山県奈義町（馬桑橋）
- 国道140号 埼玉県秩父市（雷電廿六木橋）
- 国道158号 岐阜県郡上市（向小駄良バイパス白鳥ループ橋)
- 国道169号 奈良県川上村（伯母谷ループ）
- 国道182号 広島県神石高原町（油木大橋）
- 国道221号 熊本県人吉市（人吉ループ橋）、宮崎県えびの市（えびのループ橋）
- 国道263号 福岡県福岡市早良区（2008年8月12日開通・三瀬トンネル第2期工事）
- 国道266号・国道324号 熊本県天草市（天草瀬戸大橋）
- 国道283号 岩手県釜石市（仙人大橋）
- 国道292号 長野県山ノ内町（十二沢橋）
- 国道314号 島根県奥出雲町（奥出雲おろちループ）
- 国道325号 熊本県上益城郡山都町、宮崎県西臼杵郡高千穂町（寧静ループ橋）
- 国道343号 岩手県陸前高田市（笹ノ田大橋）
- 国道365号 福井県丹生郡越前町（梅浦バイパス）
- 国道414号 静岡県河津町（河津七滝ループ橋）
- 国道484号 岡山県高梁市（あたごループ）
- 国道487号 広島県呉市（音戸大橋）
- 長野県道506号戸隠高原浅川線 長野県長野市（浅川ループライン）真光寺ループ橋と中曽根大橋の2箇所
- レインボーブリッジ一般道路部分 東京都港区
- 千本松大橋 （大阪市大正区 - 西成区）、新木津川大橋 （大正区 - 住之江区）
- 山形県道57号戸沢大蔵線 肘折希望大橋 （山形県最上郡大蔵村）
- 茨城県道236号筑波公園永井線 茨城県つくば市（筑波スカイライン）つつじヶ丘 - 風返峠間
- 東京都道・神奈川県道124号稲城読売ランド前停車場線（東京都稲城市 稲城よみうりランド坂トンネル付近）
- 千葉県道81号市原天津小湊線 千葉県鴨川市（清澄山道ループ橋）
- 首都高速道路 加平出入口、大橋ジャンクション、大黒パーキングエリアなど
- 名古屋高速1号楠線 黒川出入口（ツインループ構造のランプ）
- 福井県道16号坂本高浜線 福井県大飯郡おおい町佐分利地区石山坂峠
- E30 瀬戸中央自動車道 与島パーキングエリア
- 旧国道197号 愛媛県八幡浜市（夜昼峠・千賀居隧道） - 日本最古のループ線のトンネルと推定されている[3]